# Rose Guns Days
Rose Guns Days (ローズガンズデイズ?, Rōzu Ganzu Deizu) è una serie di quattro visual novel dōjin soft giapponesi prodotta dalla 07th Expansion. Il primo gioco, Season 1, è stato pubblicato l'11 agosto 2012, mentre l'ultimo, Last Season, il 31 dicembre 2013. Sei adattamenti manga, basati sulla serie, sono stati pubblicati da Square Enix e Kōdansha.

## Trama
Come conseguenza della sconfitta riportata alla fine della seconda guerra mondiale, il territorio giapponese è stato diviso tra Chinatown e luoghi occidentalizzati dagli Stati Uniti d'America. I giapponesi, ormai in uno stato di minoranza nel loro stesso paese, non accettano la situazione corrente e per questo motivo sono numerose le associazioni segrete che mirano a creare un nuovo regime.
In questo contesto sociale Rose Haibara, una ragazza che lavora al Primavera Club, presta denaro ai giapponesi in difficoltà e li aiuta a farsi una nuova vita. La storia inizia dal suo incontro nella primavera del 1947 con il popolare Leo Shishigami, famoso per la sua reputazione di donnaiolo.

## Modalità di gioco
Rose Guns Days è una visual novel, ovvero un videogioco il cui gameplay ruota intorno alla lettura della narrativa e dei dialoghi della storia. Il testo viene accompagnato dagli sprite dei personaggi su vari sfondi creati da fotografie di paesaggi realmente esistenti e ogni tanto il giocatore deve affrontare dei minigiochi, caratterizzati da un lasso di tempo preciso, dove vi sono sequenze di combattimento corpo a corpo che assomigliano vagamente a un picchiaduro. Il risultato di questi minigiochi non influenza però il proseguimento della storia e al giocatore viene data anche la possibilità di saltarli. Ogni combattimento consiste di due fasi, attacco e difesa, e se il giocatore riesce ad eseguire con successo tre attacchi, subito dopo può effettuare anche un attacco speciale la cui potenza viene determinata dalla scelta di una delle sei carte presentategli.
Alla fine di ogni scontro vengono mostrate le statistiche e i punteggi di attacco e difesa, nonché gli emblemi acquisiti e l'attuale livello di esperienza, il quale più aumenta, più innalza la difficoltà dei minigiochi successivi. Il comparto audio non presenta doppiatori, bensì solo una serie di musiche ed effetti sonori che mirano a coinvolgere il lettore. Per quanto riguarda i tasti invece, è necessario soltanto l'utilizzo del mouse.

## Produzione
Lo scenario di Rose Guns Days è stato scritto interamente da Ryukishi07, che ha provveduto anche al character design di alcuni personaggi insieme ad altri tre artisti: Jirō Suzuki, Sōichirō e Yaeko Ninagawa. Le musiche sono state composte da vari artisti, sia professionisti che amatoriali, come dai, Luck Ganriki, Rokugen Alice, M. Zakky e Pre-holder. L'11 maggio 2012 è apparso sul sito ufficiale il primo video promozionale della serie e più tardi è stata resa disponibile anche una versione di prova di ogni prodotto.
La pubblicazione ufficiale del primo gioco della serie, Season 1, risale all'11 agosto 2012 al Comiket 82, mentre Season 2 e Season 3 sono stati distribuiti rispettivamente il 31 dicembre 2012 al Comiket 83 e il 10 agosto 2013 al Comiket 84. Il quarto e ultimo videogioco di Rose Guns Days, Last Season, è stato pubblicato infine il 31 dicembre 2013 al Comiket 85. Una versione per iOS di Season 1 è stata resa disponibile il 9 novembre 2012, seguita poi da un'altra versione per i dispositivi Android il 13 dicembre dello stesso anno. Tutti e quattro i videogiochi della serie sono stati poi distribuiti anche da MangaGamer, a partire dal 7 febbraio 2014, per l'utilizzo legale di una traduzione amatoriale in inglese.

## Altri media

### Manga
Ognuno dei quattro videogiochi della serie ha ricevuto un adattamento manga su una rivista diversa della Square Enix. Rose Guns Days Season 1, illustrato da Sōichirō, è stato serializzato sui numeri tra settembre 2012 e marzo 2014 del Gangan Joker e quattro volumi tankōbon sono stati pubblicati tra il 22 dicembre 2012 e il 22 aprile 2014. L'adattamento di Rose Guns Days Season 2, disegnato da Nana Natsunishi, è stato serializzato invece sui numeri tra febbraio 2013 ed aprile 2014 del GFantasy. Tre volumi sono stati pubblicati tra il 22 agosto 2013 e il 22 aprile 2014. La serializzazione di Rose Guns Days Season 3, a cura di Yō Ōmura, ha avuto inizio sul Gangan Online il 19 settembre 2013 e il primo volume è stato pubblicato il 22 aprile 2014. Infine Rose Guns Days Last Season, illustrato da Mitsunori Zaki, ha iniziato la serializzazione sul numero di maggio 2014 del Big Gangan.
Un manga spin-off, intitolato Rose Guns Days: aishū no cross knife (Rose Guns Days 哀愁のクロスナイフ?) ed illustrato da Yūji Takagi, è stato serializzato sul Big Gangan tra il 25 dicembre 2012 e il 25 ottobre 2013. Due volumi sono stati pubblicati rispettivamente il 22 agosto e il 21 dicembre 2013. Un prologo, intitolato Rose Guns Days: fukushū wa ōgon no kaori (Rose Guns Days 復讐は黄金の香り?) ed illustrato da Mei Renjōji, è stato serializzato sui numeri tra giugno 2013 e giugno 2014 del Monthly Shōnen Sirius della Kōdansha. Il primo volume è stato pubblicato l'8 novembre 2013, mentre il secondo il 9 luglio 2014.

### Colonna sonora
La sigla d'apertura di Rose Guns Days è Ai wa omerta (愛はオメルタ?) di Rojak feat. Mayumi. La prima colonna sonora della serie, intitolata Rose Guns Days Sound Tracks 1, è stata pubblicata l'11 agosto 2012, mentre la seconda, dal titolo Rose Guns Days Sound Tracks 2, è stata resa disponibile il 30 dicembre dello stesso anno.